# Morane-Saulnier MS.735 Alcyon
Le Morane-Saulnier MS.735 Alcyon est un avion d'entraînement triplace monoplan à aile basse.
Développé pour corriger la faiblesse du MS.733, son manque de puissance notamment par temps chaud, il reprend sa cellule entièrement métallique mais reçoit un moteur Potez 6D30 de 305 ch.